# Paratamboicus littoralis
Paratamboicus littoralis is een hooiwagen uit de familie Sclerosomatidae.